# Tubize
Tubize (nld. Tubeke, hist. Tweebeek) – miasto w środkowej Belgii, w Regionie Walońskim, w prowincji Brabancja Walońska, w okręgu Nivelles. 1 stycznia 2024 r. liczyło 28 381 mieszkańców. Pod względem powierzchni jest najmniejszym miastem w prowincji.

## Podział administracyjny
W skład gminy wchodzą trzy dzielnice (section):
- Clabecq (Klabbeek)
- Oisquercq (Oostkerk)
- Saintes (Sint-Renelde)

## Współpraca
Miejscowość partnerska:
- Korntal-Münchingen, Niemcy
- Mirande, Francja
- Scandiano, Włochy